# Jim Dwyer
Pour les articles homonymes, voir Dwyer.
Jim Dwyer (né le 4 mars 1957 à New York et mort le 8 octobre 2020 dans la même ville) est un journaliste américain lauréat du prix Pulitzer. Il a coécrit un livre traitant des 102 premières minutes après les attentats du 11 septembre 2001.

## Œuvres
- Subway Lives: 24 Hours in the Life of the New York Subways, New York : Crown, 1991
- Two Seconds Under the World, New York : Crown, 1994 (co-écrit avec Dee Murphy, David Kocieniewski et Peg Tyre)
- More Awesome Than Money: Four Boys, Three Years, and a Chronicle of Ideals and Ambition in Silicon Valley, Viking/Penguin, 2015
- False Conviction: Innocence, Science and Guilt , Touch Press, 2014
- Actual Innocence: Five Days to Execution and Other Dispatches from the Wrongly Convicted New York: Doubleday, 2000 (co-écrit avec Peter Neufeld et Barry Scheck)
- 102 Minutes : Le récit du combat pour la survie dans les Twin Towers le 11 septembre 2001, Times Books, 2005,  (EAN 9782290352748)